# Fired Up
Fired Up este albumul de debut în cariera solo al artistei de origine britanică Alesha Dixon. Piesele incluse pe material au fost compuse de Xenomania, Johnny Douglas, Murlyn Music și Craigie Dodds. Discul se dorea a fi lansat în Regatul Unit prin intermediul Polydor Records la data de 6 noiembrie 2006, însă eliberarea sa a fost anulată. Acest lucru s-a datorat performanțelor modeste ale celor două extrase pe single, „Lipstick” și „Knockdown”.
Albumul a fost lansat doar în Japonia în anul 2008, comercializdu-se în peste 5.000 de exemplare în această regiune. Materialul este disponibil și în Regatul Unit, fiind importat și distribuit de lanțul de magazine HMV.

## Lista cântecelor
1. „Hypnotik” (Alesha Dixon, Johnny Douglas, Nina Woodford)
2. „Lipstick” (Anders Bagge, Henrik Janson, Dixon, Peer Åström)
3. „Fired Up” (Dixon, Douglas, Woodford)
4. „Knockdown” (Dixon, Brian Higgins, Giselle Sommerville, Miranda Cooper, Shawn Lee, Tim „Rolf” Larcom)
5. „Superficial” (Dixon, Douglas, Woodford)
6. „Ting-A-Ling” (Dixon, Richard Stannard, Matthew Rowbottom)
7. „Free” (Bagge, Dixon, Vula, Åström)
8. „Everybody Wants to Change the World” (Craigie Dodds, J'Nay)
9. „Let It Go” (Dixon, Douglas, Judie Tzuke)
10. „Lil' Bit of Love” (Dixon, Douglas, Judie Myers)
11. „Turn It Up” (Paul Epworth)
12. „Everywhere” I Go (Dixon, Douglas, Estelle Swaray)
13. „Voodoo” (Craigie)
14. „Lipstick” (remix de Agent X) (Bagge, Janson, Dixon, Åström)
15. „Knockdown” (remix de K-Gee) (Dixon, Higgins, Sommerville, Cooper, Lee, Larcom)

## Clasamente
| Clansament                  | Poziția maximă | Vânzări | Referință |
| --------------------------- | -------------- | ------- | --------- |
| Japanese Oricon Album Chart | 54             | +5.000  | [ 3 ]     |

## Extrase pe single
- „Lipstick”, primul disc single al materialului a ocupat locul 14 în UK Singles Chart și a câștigat treapta cu numărul 42 în Irlanda.[5] Piesa a beneficait și de o campanie de promovare derulată în Japonia, unde s-a clasat pe poziția secundă a topului Tokio Hot 100.[6]
- „Knockdown”, cel de-al doilea și ultimul extras pe single al discului, a activat modest în clasamente, obținând poziția cu numărul 45 în Regatul Unit, neavând nico apariție în topul irlandez.[7] „Knockdown” a fost inclus ulterior în lista cântecelor interpretate de artistă în cadrul turneului The Alesha Show.[8]